# Șeica Mică
Șeica Mică (deutsch Kleinschelken, siebenbürgisch-sächsisch Kliischielken, ungarisch Kisselyk) ist eine Gemeinde im Kreis Sibiu in der Region Siebenbürgen in Rumänien.

## Lage
Der Ort Șeica Mică liegt 23 km westlich von Mediaș und ist mit dem Auto nur über eine Abzweigung von der Straße Mediaș–Blaj zu erreichen. Die nächsten Bahnhöfe liegen nördlich an der Bahnstrecke Teiuș–Brașov sowie im 4 km südöstlich von Șeica Mică befindlichen Șeica Mare an der Bahnstrecke Sibiu–Copșa Mică.

## Geschichte
Um 1280 fand die erste Orstgründung auf der Mitte des Bergrückens zwischen Kleinschelken und Kleinkopisch. 1311 wurde der Name "Salchelk" erstmals urkundlich belegt; er ist auf das slawische Wort "sol" (zu dt. Salz) zurückzuführen. Der Ort wurde als Kleinschelken 1318 erstmals urkundlich erwähnt. Es finden sich allerdings auch zahlreiche Hinterlassenschaften aus der Eisenzeit, der Daker und der Römer. Kleinschelken wurde wie das gesamte Gebiet Siebenbürgens seit der Mitte des 12. Jh. von deutschen Kolonisten besiedelt, die der ungarische König Géza II. auf dem sog. Königsboden ansiedeln ließ. Die Nachfahren dieser Einwanderer behielten ihren dem Moselfränkischen nahestehenden Dialekt bis in die Gegenwart bei. Seit 1414 ist eine Schule dokumentiert. 1494 wurde Kleinschelken Marktort. 1530 wurde der Ort im Zusammenhang mit den habsburgisch-türkischen Kriegen geplündert. 1553 wurde die Reformation eingeführt, 1576 erhielt der Ort die Blutgerichtsbarkeit vom Vojvoden Siebenbürgens zugestanden. 1661 war Kleinschelken Schauplatz eines siebenbürgischen Landtags. 1705 kam es zu Plünderungen durch kaiserliche Truppen. In den Jahren 1838 und 1865 ereignete sich in Kleinschelken jeweils ein Großbrand.
Als Folge des Zweiten Weltkrieges verließ ein Großteil der deutschstämmigen Bewohner den Ort, um in Deutschland zu leben. Eine letzte große Welle dieser Rückwanderung erfolgte nach dem Zusammenbruch der Sowjetunion und der politischen Wende in Rumänien.

## Șeica Mică heute
Durch die Abwanderung der Siebenbürger Sachsen leben heute überwiegend Rumänen in Șeica Mică. Ein Teil der Aussiedler aus dem Ort ist in Deutschland in der Heimatortsgemeinschaft Kleinschelken organisiert.

## Sehenswürdigkeiten
- Die Kirchenburg, eine stark befestigte evangelische Kirche mit dreischiffiger Basilika und massivem Glockenturm (erbaut im 15. Jh.).
- Seit 2012 ist das Kleinschelker Heimatmuseum[4] eröffnet und kann im als Gasthaus ausgebauten Pfarrhof[5] besichtigt werden.

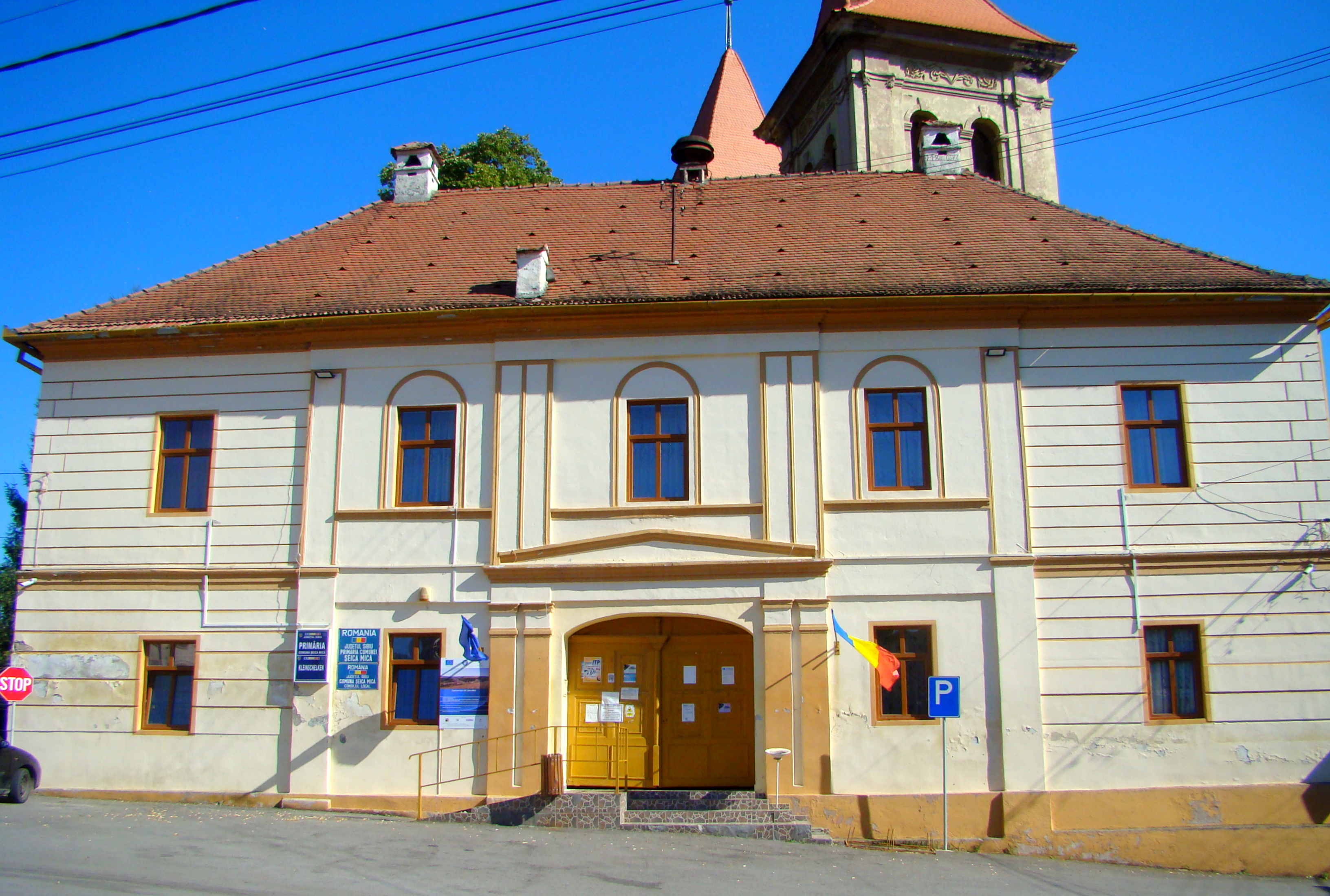
Rathaus
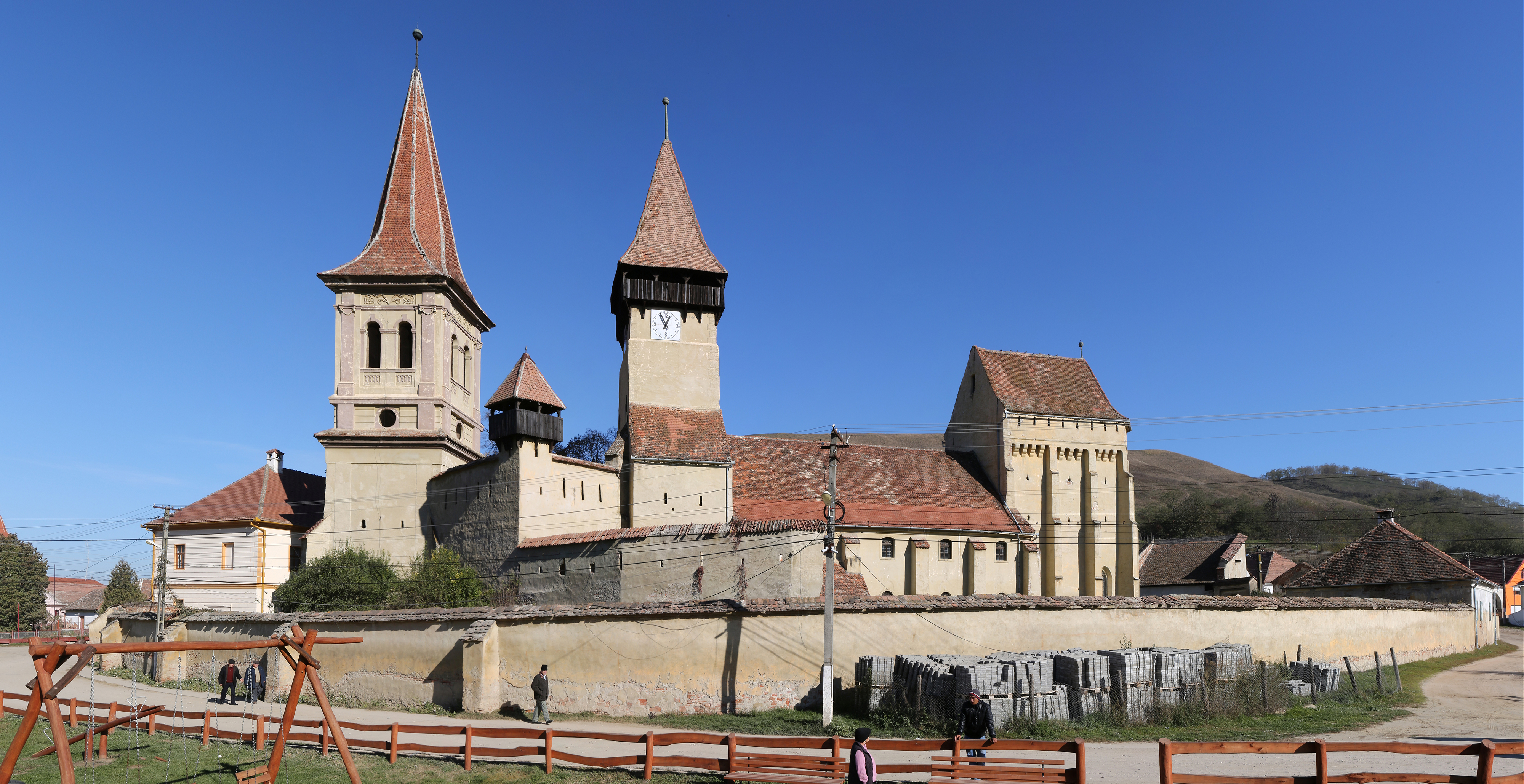
Kirchenburg
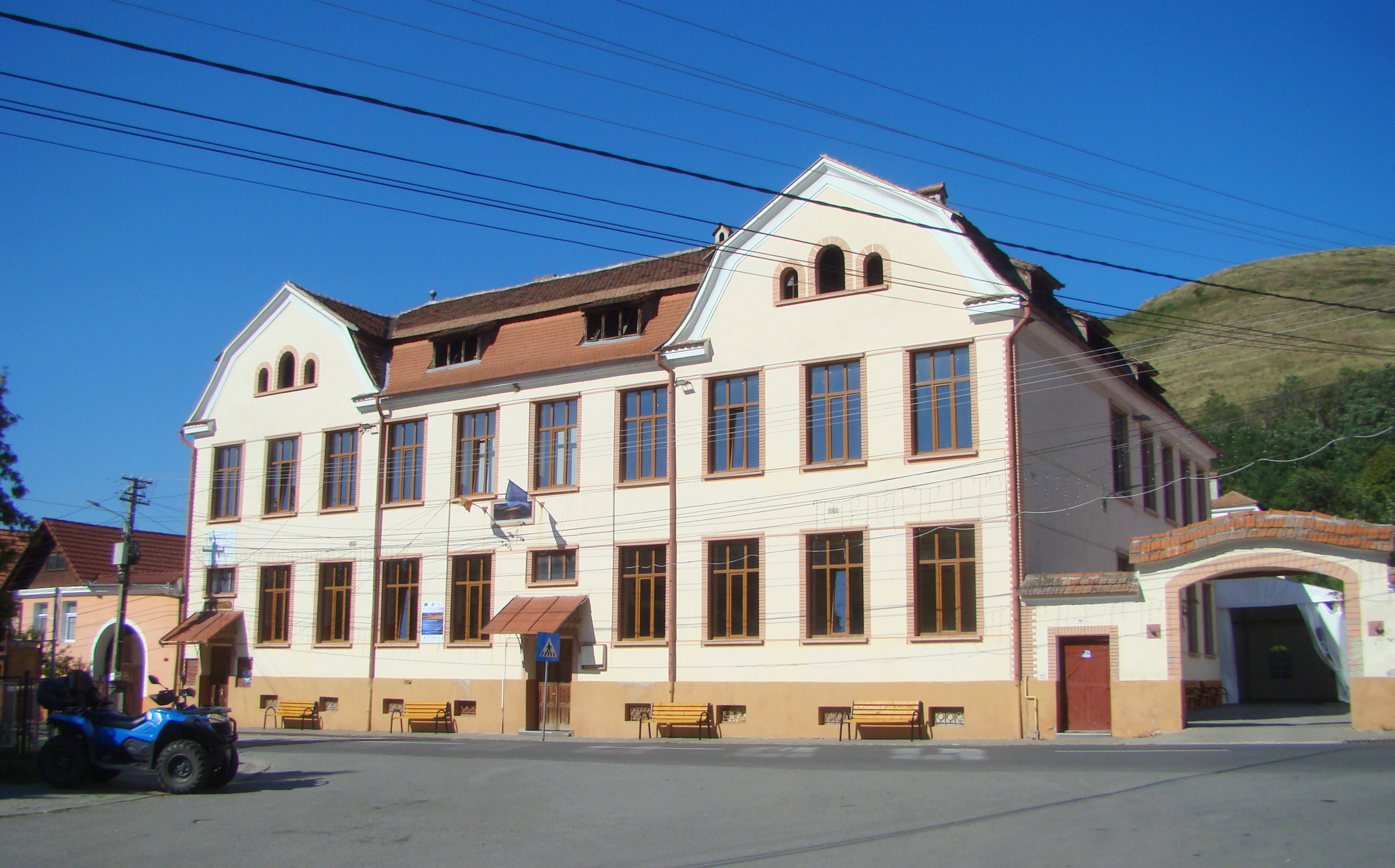
Schule
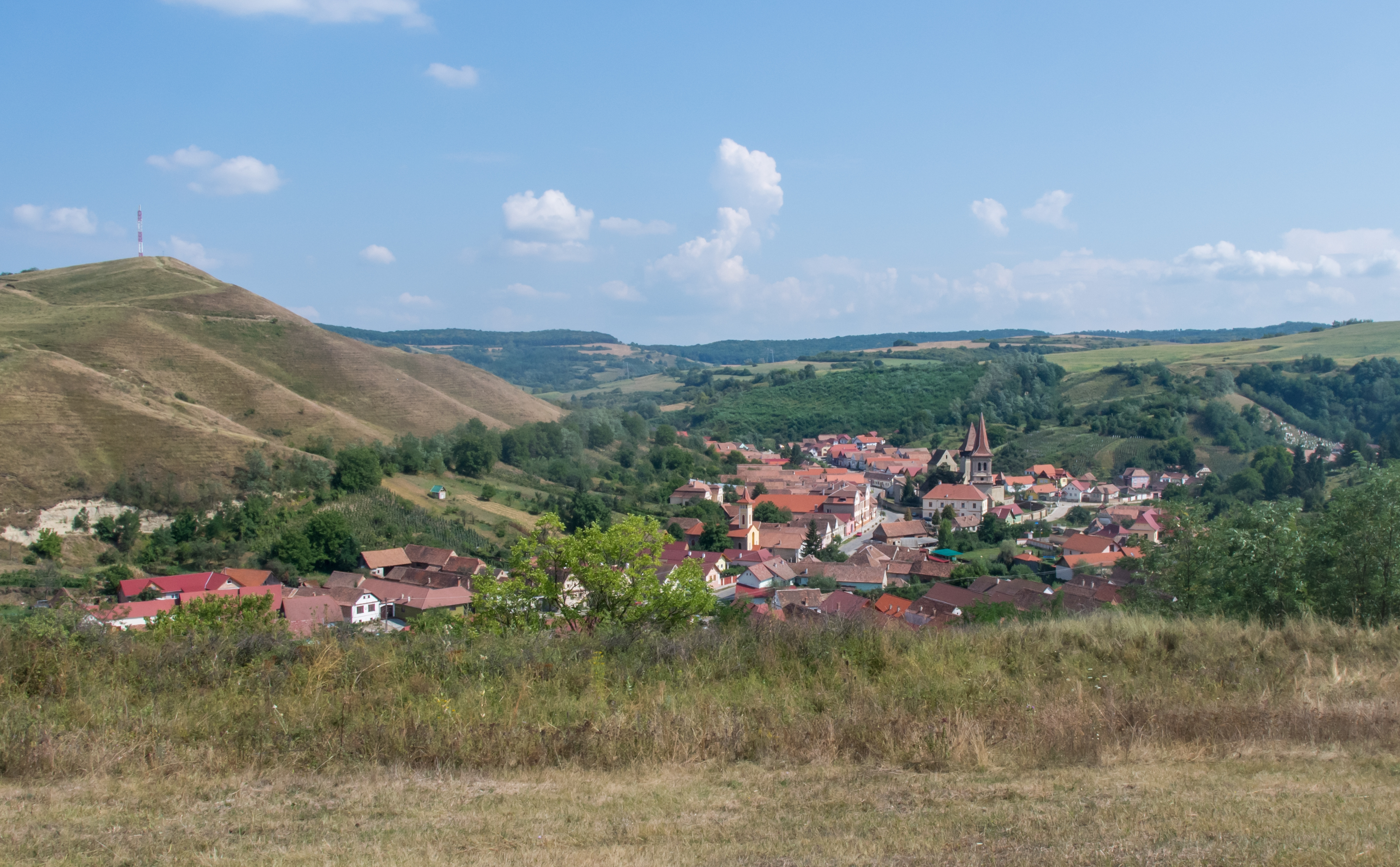
Blick auf Șeica Mică (li. der Hausberg)

## Persönlichkeiten
- Adolf Kiertscher (1942–2015), Kapellmeister